# Barrage de Hakusui
Le barrage de Hakusui est un barrage poids en béton situé sur le cours supérieur de la Ōno-gawa à Taketa  dans la préfecture d'Ōita au Japon. Construit en 1938, il fait 86 m de large et 14 m de haut.
La beauté de son aspect lui vaut d'être désigné bien culturel important du Japon.

## Galerie d'images

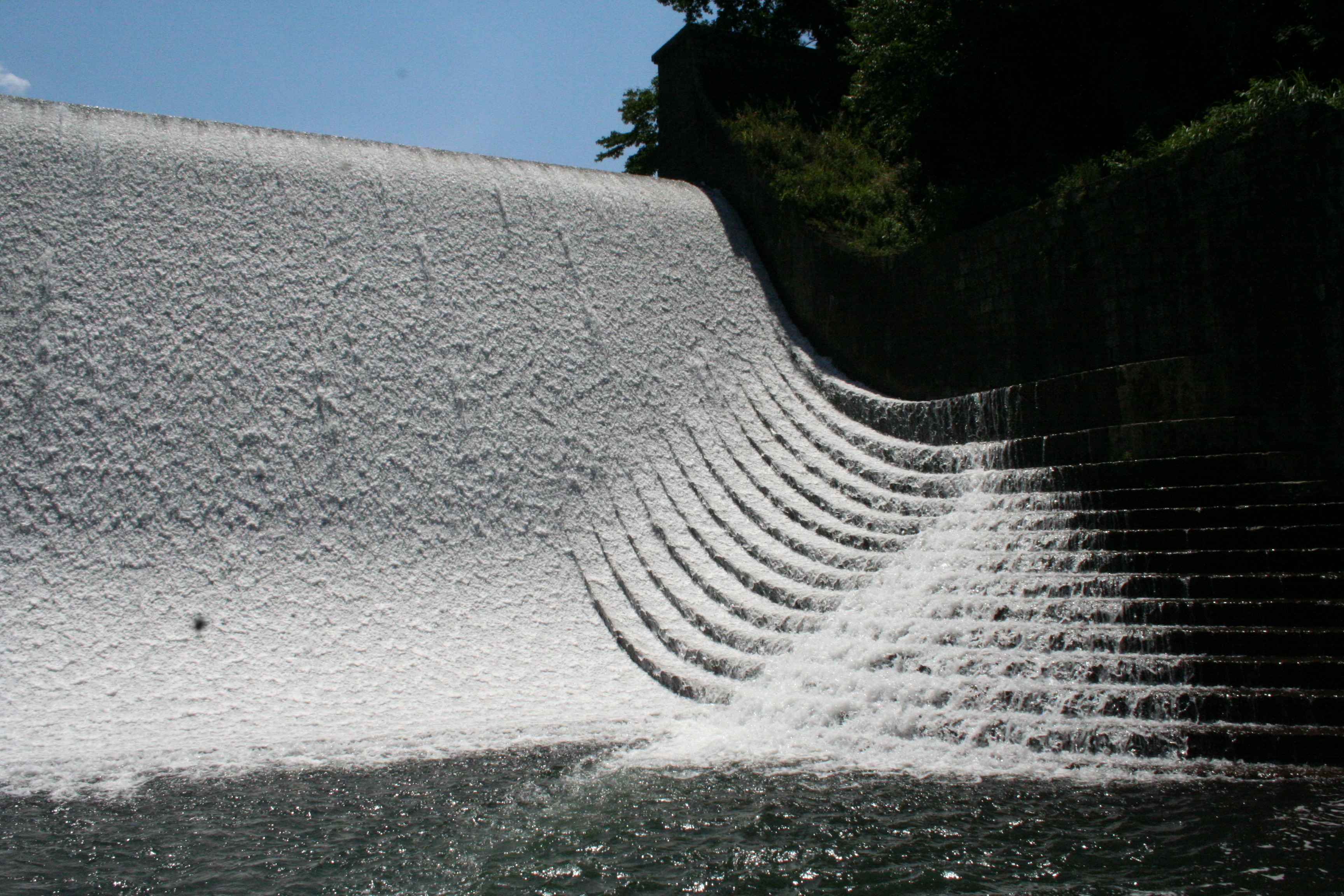
La rive gauche du barrage
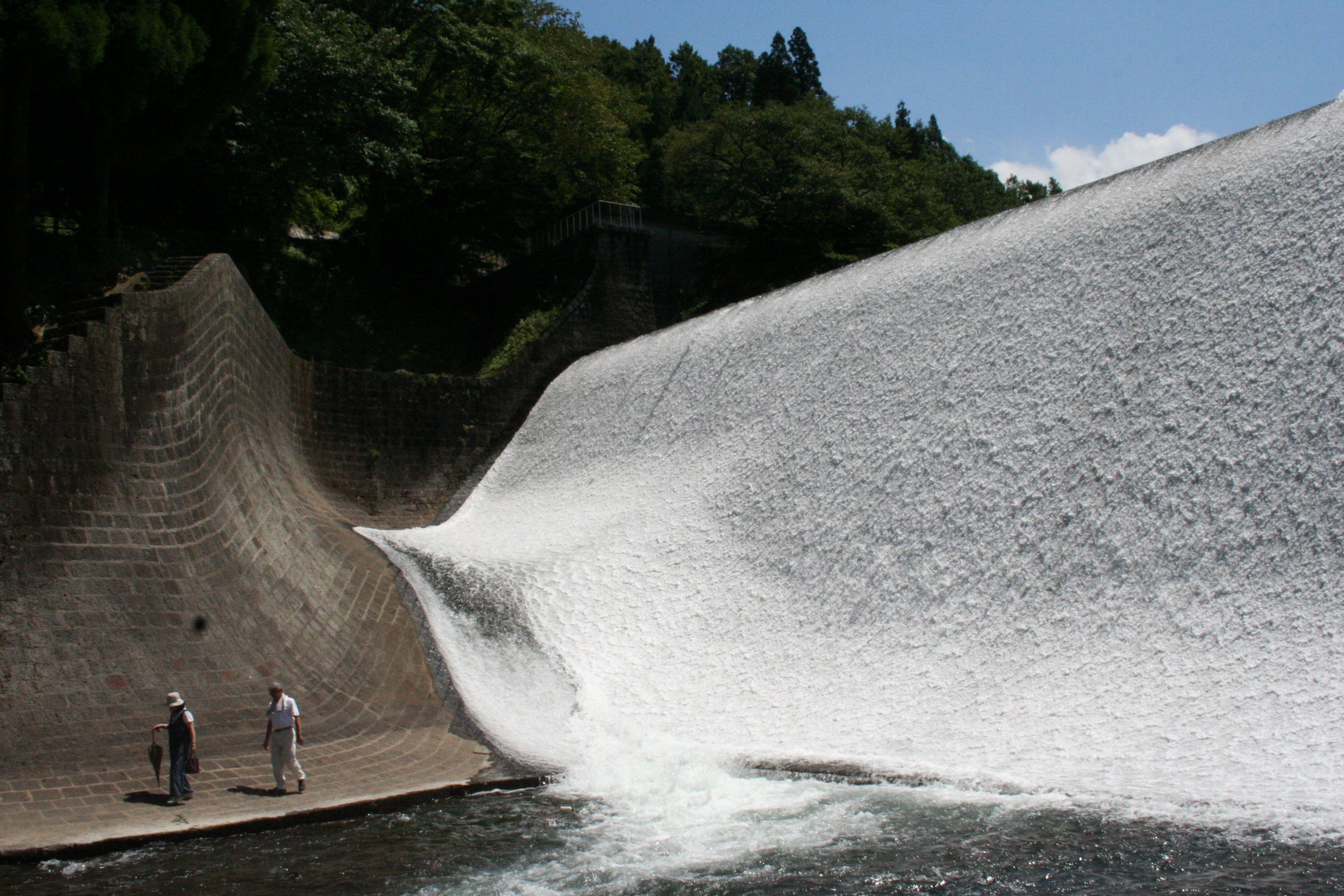
La rive droite